# Arctia neglecta
Arctia neglecta là một loài bướm đêm thuộc phân họ Arctiinae, họ Erebidae.